# Сочень (Караш-Северін)
Сочень, Сочені (рум. Soceni) — село у повіті Караш-Северін в Румунії. Входить до складу комуни Езеріш.
Село розташоване на відстані 343 км на захід від Бухареста, 9 км на північний схід від Решиці, 69 км на південний схід від Тімішоари.

## Населення
За даними перепису населення 2002 року у селі проживали 705 осіб, з них 702 особи (99,6%) румунів. Рідною мовою 703 особи (99,7%) назвали румунську.